# April Hunter
April Hunter (Filadelfia, 24 settembre 1974) è una wrestler e modella di fitness statunitense.
Inoltre è apparsa su MuscleMag International e su riviste di Playboy.

## Carriera

### World Championship Wrestling (1999-2000)
Nel 1999, dopo essere apparsa su Playboy, fu assunta dalla World Championship Wrestling (WCW). Insieme a altre quattro modelle (Tylene Buck, Kim Kanner (Shakira), Midajah e Pamela Paulshock), fece da manager ai membri dell'nWo accompagnandoli nei loro incontri.

### Circuito indipendente (2001-2007)
La Hunter fu allenata da Killer Kowalski a Boston per diventare una wrestler.

## Nel wrestling

### Mosse finali
- Bridging German suplex
- Headhunter (Somersault neckbreaker, alcune volte eseguito dalla terza corda)[3][4]
- Soldiersault (Moonsault)[4]

### Wrestler assistiti
- nWo 2000
- Alex Shane
- Slyck Wagner Brown
- JD Maverick
- Tracy Brooks
- Maven
- Mima Shimoda
- Talia Madison
- Nikki Roxx
- Made In Sin (Allysin Kay e Taylor Made)

## Vita privata
La Hunter è di discendenze tedesche, scozzesi e italiane. È nata a Filadelfia, Pennsylvania, ma si trasferì a Enterprise, Alabama con suo padre dopo che aveva divorziato dalla madre di April.

## Titoli e riconoscimenti
Far North Wrestling
- FNW Women's Championship (1)

German Stampede Wrestling
- GSW World Women's Championship (1)

Great Canadian Wrestling
- GCW W.I.L.D. Championship (1)

Jersey All Pro Wrestling

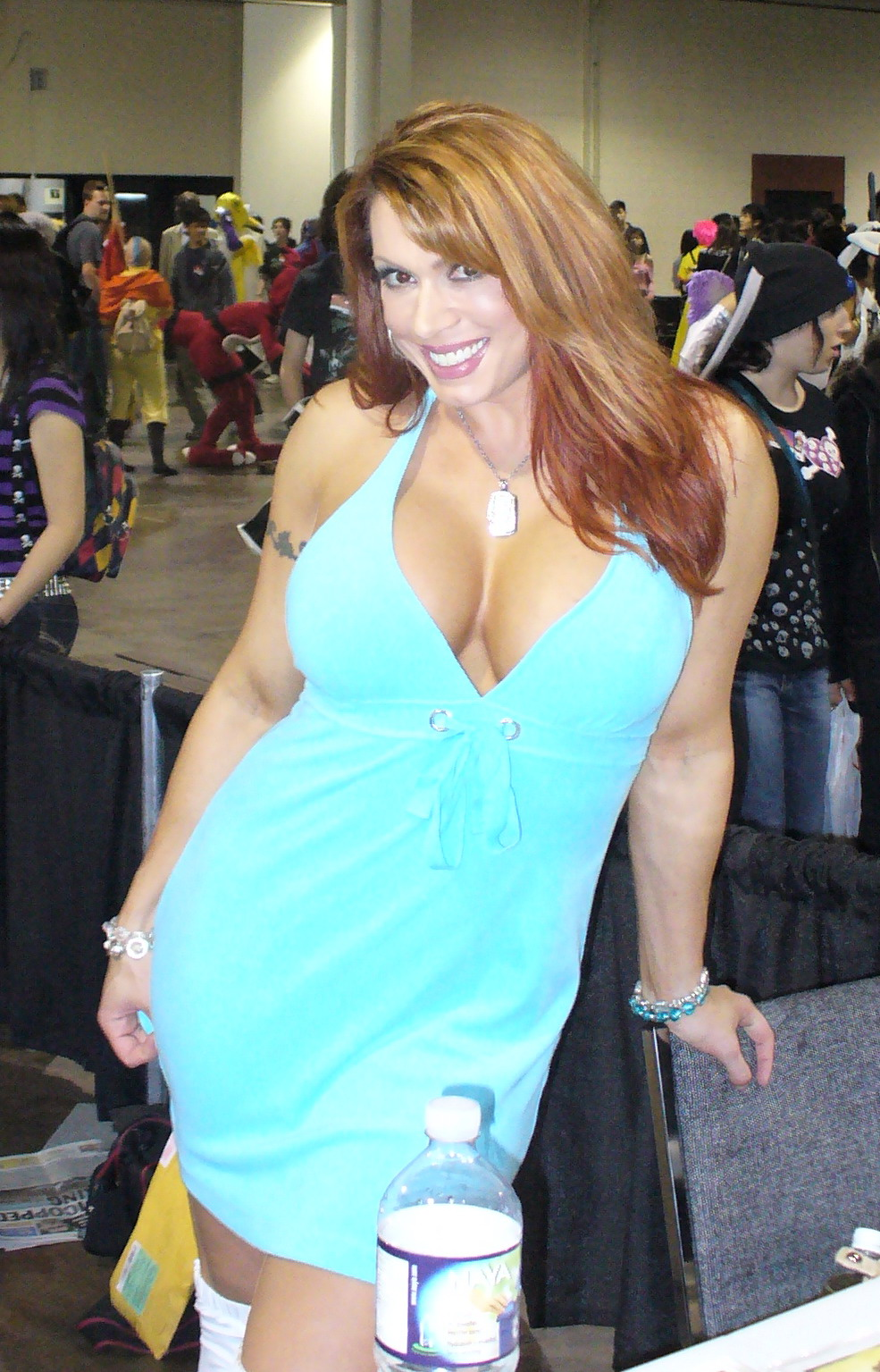
Hunter all'anime convention nel 2008

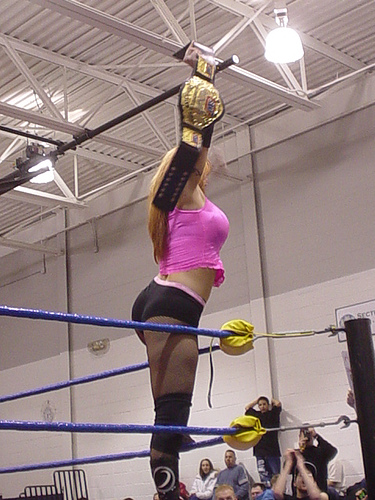
Hunter con il NWA Cyberspace Women's Championship

- JAPW Tag Team Championship (1) - con Slyck Wagner Brown

Jersey Championship Wrestling
- JCW Women's Championship (1)

NWA Cyberspace
- NWA Cyberspace Women's Championship (1)

Pro-Pain Pro Wrestling
- 3PW World Heavyweight Championship (1) con Slyck Wagner Brown
- Tag Team Royal Rumble (2004) con Slyck Wagner Brown

Queens of Chaos
- World Queens of Chaos Championship (1)

Pro Wrestling Illustrated
- 18º tra le 50 migliori wrestler di sesso femminile nella PWI Female 50 (2008)

USA Pro Wrestling
- USA Pro Women's Championship (1)

Women's Extreme Wrestling
- WEW Tag Team Championship (2) con Talia Madison

Women Superstars Uncensored
- WSU Hall of Fame (2011)

World Xtreme Wrestling
- WXW Women's Championship (1)
- Women's Super 8 Tournament (2003)
- Best Independent Female Wrestler (2005)